# Sericoptera vestalis
Sericoptera vestalis är en fjärilsart som beskrevs av George Duryea Hulst 1898. Sericoptera vestalis ingår i släktet Sericoptera och familjen mätare. Inga underarter finns listade i Catalogue of Life.